# Akira Mutō
Akira Mutō  (武藤 章?   15 de diciembre de 1892 – 23 de diciembre de 1948) fue un general del Ejército Imperial Japonés durante la Segunda Guerra Mundial.

## Biografía
Mutō se graduó de la 25.ª promoción de la Academia del Ejército Imperial Japonés en 1913. Luego, se graduó de la 32.ª promoción de la Universidad de Guerra del Ejército en 1920. Mutō fue destacado como militar adjunto a Alemania desde 1923 hasta 1926. A su regreso a Japón, sirvió en varios puestos administrativos al interior de la Oficina del Personal General del Ejército Imperial.
Mutō formaba parte del equipo de planeamiento estratégico de la Oficina del Personal General en 1935 y fue jefe de la sección de inteligencia militar del Ejército de Kwangtung en el momento del incidente del Puente de Marco Polo. También se cree que fue uno de los planificadores detrás del incidente que hizo estallar la Segunda Guerra Sino-japonesa. Ascendido a vicejefe de personal del Ejército del Área de China Central, Mutō estuvo en China para muchas de las campañas iniciales del conflicto y más tarde fue encargado de comandar las tropas durante los peores excesos de la Masacre de Nankín.
Mutō fue mandado llamar a Japón en 1939, donde fue promovido a general de brigada y fue destacado a la Oficina de Asuntos Militares del Ministerio de Guerra.
Ascendido a general de división justo antes del inicio de la Guerra del Pacífico, Mutō fungió de director de la Oficina de Asuntos Militares al momento del Ataque a Pearl Harbor. En abril de 1942, fue asignado comandante de la División de Guardias Imperiales, en Singapur. Luego, fue destacado como comandante de las fuerzas japonesas en la Sumatra japonesa, ocupó las Indias Orientales Neerlandesas desde junio de 1944 y fue transferido a Filipinas en octubre de 1944, donde fue nombrado jefe de Estado Mayor del 14.º Ejército regional, comandada por el general Tomoyuki Yamashita.
Actuando de forma insubordinada, se negó a seguir las órdenes de Yamashita de abandonar Manila tras el desembarco de las fuerzas aliadas en Luzón y durante la resultante Batalla de Manila fue acusado de haber conducido una campaña de matanza, tortura y otras atrocidades contra la población civil filipina, prisioneros de guerra e internos civiles.
Tras la Rendición de Japón, Mutō fue arrestado por las autoridades de ocupación estadounidenses y acusado de crímenes de guerra ante el Tribunal Penal Militar Internacional para el Lejano Oriente. Fue condenado por cometer atrocidades contra civiles y prisioneros de guerra tanto en China como en Filipinas y fue ejecutado por ahorcamiento el 23 de diciembre de 1948.